# Hạ Mai
Hạ Mai là một đảo thuộc đặc khu Vân Đồn, tỉnh Quảng Ninh. Trước đây đảo thuộc xã Ngọc Vừng, huyện Vân Đồn, tỉnh Quảng Ninh. Đây là điểm A17 - A18 theo Tuyên bố của Việt Nam về đường cơ sở dùng để tính chiều rộng lãnh hải trong Vịnh Bắc Bộ. Đảo nổi bật với hệ sinh thái tự nhiên phong phú, bãi biển xanh trong và không khí trong lành. Đặc biệt, đảo Hạ Mai không có người sinh sống, mang lại cảm giác yên bình và gần gũi với thiên nhiên.

## Đặc điểm địa lý
Toạ độ của đảo là: 20°43'28"B 107°27'37"Đ.
Đảo có diện tích khoảng 2,5 km2.
Trên đảo có một ngọn hải đăng có toạ độ 20°43'09.6"B 107°27'09.7"Đ theo hệ VN-2000 và 20°43'06.0"B 107°27'16.4" theo hệ WGS-84. Ngọn hải đăng này nằm trên đỉnh cao 172 m phía nam đảo.
Nơi đây sở hữu rừng nguyên sinh đa dạng với các thảm thực vật dày đặc bao phủ khắp hòn đảo. Các bãi cát trên đảo vừa đẹp vừa thoai thoải, tạo nên khung cảnh nên thơ. Hiện tại, đảo chưa được kết nối điện lưới và không có bất kỳ dịch vụ du lịch nào. Vì vậy, những ai muốn đến khám phá cần chuẩn bị đầy đủ thực phẩm, nước uống, lều trại, và các vật dụng sinh hoạt thiết yếu. Nhiệt độ trung bình trên đảo dao động từ 22 - 25 độ C, mang lại bầu không khí mát mẻ dễ chịu. Để lên được đảo, du khách cần liên hệ trước với bộ đội biên phòng.